# I'm Real
I'm Real is een nummer van de Amerikaanse zangeres Jennifer Lopez uit 2001, in samenwerking met de eveneens Amerikaanse rapper Ja Rule. Het is de vierde en laatste single van haar tweede studioalbum J.Lo.
Het nummer werd een grote hit in Noord-Amerika, Europa en Oceanië. In de Amerikaanse Billboard Hot 100 was "I'm Real" goed voor de nummer 1-positie. In de Nederlandse Top 40 haalde het de 3e positie, en in de Vlaamse Ultratop 50 de 8e.